# Ericka Gracia
Ericka Elizabeth Gracia Micolta (Esmeraldas, Esmeraldas, Ecuador, 30 de julio de 1989) es una futbolista ecuatoriana que juega como centrocampista y su actual equipo es el Barcelona Femenino de la Superliga femenina de Ecuador.

## Biografía
Ericka Gracia comenzó en el fútbol a los 12 años, jugaba con varones en las calles y aceras del barrio La Floresta, ubicado en el sur de su natal Esmeraldas, las condiciones que mostraba en el juego hicieron que sea convocada a la selección de Esmeraldas, dirigida en ese entonces por Jimmy Blandón, con la selección de su provincia disputó los Juegos Nacionales Absolutos "Cuenca 2013".
Aquellos juegos absolutos le abrieron las puertas al Rocafuerte F.C, por pedido de la entrenadora Wendy Villón, desde ese entonces Ericka ha estado en casi todos los clubes que Villón ha dirigido.
En el 2013, militando en el Rocafuerte F.C, consiguió el primer campeonato nacional femenino de fútbol.
En el año 2020, militando en el Club Deportivo El Nacional, se coronó campeona del Ecuador por quinta ocasión, su referente futbolístico es el centrocampista Marwin Pita.

## Trayectoria

### Rocafuerte FC
Se inició jugando para el Rocafuerte FC; equipo en dónde fue campeona de la Serie A de Ecuador en la temporada 2013.

### Espe
Para el segundo semestre del año 2014, se incorporó al Club Espe, en el cual jugó hasta el final de la temporada.

### Unión Española
Posteriormente se enroló en el club Unión Española, dónde fue campeona de la Serie A Femenina en las temporadas 2016 y 2017-18.

### Club Deportivo El Nacional
En el 2020 fichó por el Club Deportivo El Nacional, club en donde fue campeona de la Superliga Femenina.

### Deportivo Cuenca
En el 2019 fichó por Deportivo Cuenca, club en el cual fue campeona de la naciente Superliga Femenina, para el 2021 regresó al Deportivo Cuenca, y nuevamente se coronó campeona de la Superliga Femenina

## Selección nacional
Ha sido internacional con la Selección femenina de fútbol de Ecuador

### Participaciones en Copa América
| Copa América               | Sede  | Resultado    | Partidos | Goles |
| -------------------------- | ----- | ------------ | -------- | ----- |
| Copa América Femenina 2018 | Chile | Primera Fase | 2        | 0     |

## Clubes
| Club                       | País    | Año         | Part. | Goles |
| -------------------------- | ------- | ----------- | ----- | ----- |
| Rocafuerte F.C             | Ecuador | 2013 - 2014 |       | ...3  |
| Espe                       | Ecuador | 2014        |       | 1     |
| Unión Española             | Ecuador | 2015 - 2018 | 43    | 10    |
| Deportivo Cuenca           | Ecuador | 2019, 2021  | 48    | 18    |
| Club Deportivo El Nacional | Ecuador | 2020        | 14    | 5     |
| Total                      | Total   | Total       | 105   | 37    |

Actualizado al 12 de septiembre del 2021.

## Palmarés

### Títulos nacionales
| Título                                            | Club                           | País    | Año        |
| ------------------------------------------------- | ------------------------------ | ------- | ---------- |
| Campeonato Ecuatoriano de Fútbol Femenino 2013    | Rocafuerte Fútbol Club         | Ecuador | 2013       |
| Campeonato Ecuatoriano de Fútbol Femenino 2016    | Unión Española                 | Ecuador | 2016       |
| Campeonato Ecuatoriano de Fútbol Femenino 2017-18 | Unión Española                 | Ecuador | 2017- 2018 |
| Súperliga Ecuatoriana de Fútbol Femenino 2019     | Club Deportivo Cuenca Femenino | Ecuador | 2019       |
| Súperliga Ecuatoriana de Fútbol Femenino 2020     | Club Deportivo El Nacional     | Ecuador | 2020       |
| Súperliga Femenina de Ecuador 2021                | Club Deportivo Cuenca Femenino | Ecuador | 2021       |